# Sarah Schlitz
Sarah Schlitz, née le 7 décembre 1986 à Liège, est une femme politique belge, membre du parti écologiste Ecolo.
Entre octobre 2012 et octobre 2018, elle est conseillère communale pour le parti Ecolo à la ville de Liège. Entre octobre 2018 et septembre 2019, elle est conseillère communale au sein du mouvement Vert Ardent.
De 2015 à 2018, elle travaille comme chargée de mission chez Inter-Environnement Wallonie.
Elle est députée fédérale à la Chambre des représentants, chargée des sujets des droits des femmes, de la mobilité et du climat, du 18 octobre 2018 au 1er octobre 2020.
Le 1er octobre 2020, elle est nommée secrétaire d'État belge à l'Égalité des genres, à l'Égalité des chances et à la Diversité.
En 2021, Sarah Schlitz provoque une polémique sur fond d’identité religieuse qui fait trembler le gouvernement De Croo.
Elle démissionne de son poste de secrétaire d'État le 26 avril 2023 à la suite d’une polémique sur l’utilisation d’un logo personnel dans des communications publiques.
Depuis le 26 avril 2023, elle siège à nouveau comme députée fédérale à la Chambre des représentants.

## Biographie
Sarah Schlitz est la petite fille d'Henri Schlitz, bourgmestre de Liège entre 1991 et 1994, mais la RTBF estimant que l'ascension politique de la jeune écologiste ne doit rien à sa filiation avec ce grand-père « socialiste bon teint ».
Elle est décrite comme s'étant forgé très jeune ses profondes convictions politiques : laïque, féministe, écologiste.

### Parcours scolaire et professionnel
Elle effectue ses humanités au sein du centre scolaire Saint-Benoit Saint-Servais à Liège.
Elle est diplômée d'un master en sciences politiques et d'un master complémentaire en urbanisme et aménagement du territoire, à l'Université de Liège.
De 2015 à 2019, elle a travaillé comme chargée de mission chez Inter-Environnement Wallonie et a co-présidé à ce titre la Coalition Climat.

### Carrière politique
Entre octobre 2012 et octobre 2018, elle est conseillère communale pour le parti Ecolo à la ville de Liège. Entre octobre 2018 et septembre 2019, elle est conseillère communale de la liste Vert Ardent. Elle s'y fait remarquer de suite, par « sa voix forte, grave et assurée », « houspillant la vieille majorité socialiste-cdH, notamment sur le manque d’ambition de celle-ci sur la mobilité douce ».
Elle est suppléante aux élections à la Chambre en 2014, à l'âge de 27 ans.
Elle devient députée le 18 octobre 2018 en remplacement de Muriel Gerkens, démissionnaire,. Lors des élections fédérales du 26 mai 2019, elle occupe alors la tête de liste. Élue députée fédérale avec 17 728 voix, elle fait le deuxième meilleur score du parti Ecolo et le quatrième meilleur score de la Province, tous partis confondus.
Son parti la présente comme « militante cycliste et féministe », « révoltée par les injustices »,.
Elle participe à des collectifs féministes, milite pour une mobilité douce et lutte pour les droits des personnes « sans papiers ».
Le 1er octobre 2020, elle devient secrétaire d'État à l'Égalité des genres, à l'Égalité des chances et à la Diversité au sein du gouvernement De Croo. C'est la première fois en Belgique qu'un secrétariat d'État porte ce titre. Elle est notamment rejointe dans son cabinet par Hafida Bachir, militante féministe, ex-secrétaire politique du mouvement Vie Féminine,.
En novembre 2020, elle participe à une manifestation contre les violences faites aux femmes, organisée de manière décentralisée afin de ne pas engendrer de risques sanitaires. Des journaux rapportent qu'elle risque d'être verbalisée, la manifestation ayant été interdite par les autorités en raison du confinement,.
Elle déclare vouloir lutter contre les violences que subissent les enfants intersexes.
Autre grand projet de son mandat, la lutte contre la violence et la haine sur les réseaux sociaux. Sarah Schlitz, en collaboration avec le ministre de la Justice, Vincent Van Quickenborne, déclarait dans un débat télévisé s'engager à mieux lutter contre ce genre de violence raciste, homophobe ou sexiste sur les réseaux sociaux en réformant l'article 150 de la Constitution belge.
Au début de l'été 2021, la nomination par Sarah Schlitz d'Ihsane Haouach, femme portant le foulard, au poste de commissaire de gouvernement auprès de l'Institut pour l'égalité des femmes et des hommes, a provoqué une polémique sur fond d'identité religieuse menant finalement à la démission d'Ihsane Haouach.

Peu discrète, à la tête d'un département qui ne lui offre pourtant que peu de pouvoir, la secrétaire d'État avait le doigt sur plusieurs lignes de fracture de la société, où les valeurs s'entrechoquent, chacun ayant un avis sur ce que doit être l'égalité entre les hommes et les femmes ou sur l'ampleur de la place à réserver aux minorités, et à quel prix. L'un de ses collègues au sein du gouvernement De Croo estime que Sarah Schlitz n'avait pas anticipé les difficultés potentielles de cette décision.

### Démission
En avril 2023, les nationalistes flamands de la N-VA ont recensé plusieurs communications émanant d’associations ou d’une institution publique, concernant le genre (droits des LGBTQIA+), sur lesquelles apparaît le logo personnalisé de la secrétaire d'État. Sarah Schlitz a d'abord regretté une « attaque » de la N-VA et invoqué le peu de clarté de la loi. La Commission de contrôle des dépenses électorales ayant confirmé une infraction, la secrétaire d'État a ensuite admis une « maladresse » et exprimé ses excuses au contribuable. Elle écope d'une réprimande publiée sur le site de la Chambre, votée à l'unanimité, y compris par le parti Ecolo,.
Mais dans les jours qui suivent, la polémique continue d'enfler, le député N-VA Sander Loones accusant la secrétaire d'État d'avoir menti à la Chambre. En effet, si Sarah Schlitz affirme dans un premier temps que les associations ayant apposé son logo ont agi de leur propre initiative,  des documents publiés par La Libre Belgique affirment qu'elle aurait au contraire conditionné l’octroi de subsides à des appels à projet au fait de mentionner son nom dans leur promotion. Sous la pression de la N-VA et en manque de soutien du côté de ses partenaires de gouvernement, elle démissionne de son poste de secrétaire d'État le 26 avril 2023.
Annonçant sa démission au micro de La Première, elle présente à nouveau ses excuses pour l'erreur commise, et évoque une polémique devenue délétère pour le climat politique, nécessitant qu'elle s'efface « pour permettre au combat d’avancer et à tous ces projets en cours de continuer leur chemin ».
En conférence de presse, elle ajoute : « La N-VA a fait de moi un symbole qui veut se battre contre le racisme, le sexisme, la discrimination. Je veux leur retirer ce symbole pour permettre aux projets en matière d’égalité d’avancer », et exprime le souhait que cette décision puisse augmenter les standards éthiques en politiques, « y compris contre les violences sexistes et sexuelles » dans le milieu politique.
Les réactions politiques à la démission sont variées : satisfaction, soulagement, regret, et reconnaissance pour le bilan accompli.
Le Soir estime que la démission de Sarah Schlitz était inévitable en raison « des erreurs commises, des amalgames effectués, des excuses absentes ou trop tardives et aussi de la pression politique – surtout flamande – et médiatique croissante qui s’exerçait sur elle ces derniers jours », tout en pointant que cette démission met paradoxalement en lumière celles qui auraient dû se produire ces derniers temps et n’ont jamais vu le jour, pointant les fautes « bien plus lourdes tant par les faits que les montants concernés », qui n'ont jamais été assumées par les mandataires politiques qui les avaient commises.
Dans la foulée de cette démission, plusieurs réactions relèvent dans cet épisode un exemple du double standard sexiste qui pèse sur les femmes en politique. L'ASBL Garance, dans une réponse publique à un courrier du député NV-A Sander Loones, déclare que « le travail acharné mené par la N-VA pour obtenir la démission de Sarah Schlitz nous semble s’apparenter davantage à du marchandage politique voire carrément à un backlash contre une femme politique qu’à une réelle question de transparence ». Dans une carte blanche publiée le 3 mai 2023 par 23 associations féministes, les signataires estiment que les « attaques répétées » dirigées contre Sarah Schlitz « ne visaient pas uniquement la messagère, mais bien les compétences et les luttes qu’elle incarne ».

### Bilan
Le 29 juin 2023, le Parlement belge a adopté à l'unanimité une loi-cadre contre les féminicides, décrite comme « ambitieuse » et « historique » par l'historienne féministe Christelle Taraud. Cette loi, initiée par Sarah Schlitz et rédigée avec la participation de plusieurs associations de la société civile, a été signée par Marie-Colline Leroy, qui la remplace au poste de Secrétaire d'Etat.
Le 20 juillet 2023, le vote au Parlement d'une loi interdisant les pratiques de conversion marque l'aboutissement d'un autre projet-phare impulsé par Sarah Schlitz.

## Mandats politiques
- Du 10/2012 au 05/2019 : conseillère communale de Liège,
- Du 18/10/2018 au 01/10/2020 : députée au Parlement fédéral,
- Du 01/10/2020 au 26/04/2023 : secrétaire d’État à l’Égalité des genres, à l'Égalité des chances et à la Diversité
- Depuis le 26/04/2023: députée au Parlement fédéral.

Elle est élue députée à la Chambre des représentants à la suite des élections législatives fédérales belges de 2024.

## Distinction
Par arrêté royal du 1er septembre 2024, paru au Moniteur belge du 13 décembre 2024, elle a été nommée Grand Officier de l'ordre de Léopold II.